# Borikhamxay
Bolikhamsai, còn gọi là Borikhamxay (tiếng Lào: ບໍລິຄໍາໄຊ; chữ Lào Latin hóa: Bolikhamsai) là một tỉnh của Lào, thuộc khu vực miền trung.
Bolikhamsai có tỉnh lị là Pakxan và các huyện Pakxan, Thaphabath, Pakkading, Bolikhan, Viengthong, Khamkeuth.
Bolikhamsai có diện tích 14.863 km²; tiếp giáp với tỉnh Xiangkhouang phía tây bắc, các tỉnh Nghệ An và Hà Tĩnh của Việt Nam phía đông, tỉnh Khammouan phía nam, và các tỉnh Bueng Kan và Nakhon Phanom của Thái Lan về phía tây. Tỉnh có dãy núi Trường Sơn (Annamite Range), trải dài từ Việt Nam ở phía đông, cho tới Sông Mê Công và Thái Lan phía tây. Với diện tích 3.700 km², Khu đa dạng sinh thái quốc gia Nakai–Nam Theun thuộc hai tỉnh Bolikhamsai và Khammouan là khu bảo tồn thiên nhiên lớn thứ ba của Lào.
Tỉnh có Thủy điện Nam Theun 2, là nơi đặt dự án thủy điện lớn nhất cả nước năm 2016.

## Lịch sử
Trong suốt chiều dài lịch sử, vùng đất này phải đối diện với rất nhiều cuộc chiến tranh xâm lược của quân Xiêm. Tỉnh lị Paksan được tạo lập cuối thế kỷ mười chín. Năm 1836, người Xiêm tuyên bố chủ quyền tại Lào. Sau năm 1865, liên tiếp các cuộc chiến tranh chống quân Ho (Tiến Anh: Haw, tiếng Thái: สงครามปราบฮ่อ), là lực lượng bán quân sự từ phía nam Trung Quốc, các tỉnh Xieng Khouang và Bolikhamsai (Borikhane) bị ảnh hưởng nặng nề. Năm 1876, Vua Xiêm, Rama V, đã ra lệnh tạo lập Huyện Borikhane từ các nhóm quân lính còn sống sót sau khi cuộc chiến chống quân Ho kết thúc năm 1874. Huyện Borikhane sau đó được đặt dưới sự cai quản của Kha Luang (Tiếng Thái: หลวง) Nong Khai.
Vào những năm 1890, Đặc mệnh toàn quyền Hội thừa sai Paris đến khu vực Sông Mê Công, khoảng vài dặm phía cửa Sông Nam Sane. Họ xây nhà thờ tại Paksan. Đến năm 1911, huyện Borikhane có 61 bản với tổng số dân sinh sống vào khoảng 4.000 người. Riêng Paksane dân số đã phát triển vài ngàn người vào năm 1937. Ngày 14 tháng tư 1958, những người lính Muong Kao Post (Huyện Borikham) theo lệnh của trung sĩ May đã bắt sống Thao Am of bản Boky.
Bolikhamsai ngày nay được thành lập vào năm 1986 gồm một phần của tỉnh Viêng Chăn và tỉnh Khammouan. Các xung đột tôn giáo cũng đã được làm dịu trên địa bàn này. Vào tháng 2 năm 2005, khoảng 100 đã phải bán tài sản và bị trục xuất khỏi bản Kok Poh thuộc huyện Borikham, nhưng chính quyền trung ương đã kịp can thiệp và ngăn chặn việc này.

## Địa lý
Tỉnh Bolikhamsai có các khu dân cư tập trung gồm Pakxan, Borikham, Lak Sao, Muang Bo, Bản Hatkham, Bản Thana, Bản Thasi, Bản Hai, Bản Don, Bản Soppanga, Bản Pak Ham, Bản Naxon, Bản Kengbit, Bản Pakha, Bản Phayat, Bản Sopchat, Bản Muangcham và Bản Nap.
Bolikhamsai có những dãy núi trùng điệp, với những phiến đá và con suối lớn. Độ cao trung bình so với mực nước biển dao động từ 140 m-1.588 m. Con sông lớn nhất nằm chảy trong địa phận tỉnh là sông Nam Kading, nghĩa là "Nước chảy như chuông", nó đổ ra Sông Mê Công; Khoảng 92% lưu vực sông nằm trọng địa phận của tỉnh. Các con sông lớn khác là sông Nam Muan, sông Nam Sat, và sông Nam Tek. Các thác nước lớn gồm thác Tad Leuk, thác Tad Xay và thác Tad Xang. Dãy núi dài nhất của tỉnh là dãy Phou Louang, chạy về phía tây nam, dãy Phou Ao chạy về phía đông nam; dãy Thalabat chạy về phía tây nam, và dãy Pa Guang chạy về phía đông bắc. Ở huyện Khamkheuth, có danh thắng kiến tạo đá vôi Karst, nó được cho là kiến tạo có quy mô lớn nhất tại khu vực Đông Nam Á. Có rất nhiều đỉnh núi nhỏ hợp thành khu rừng đá tương tự như quần thể rừng đá ở phía nam Trung Quốc.

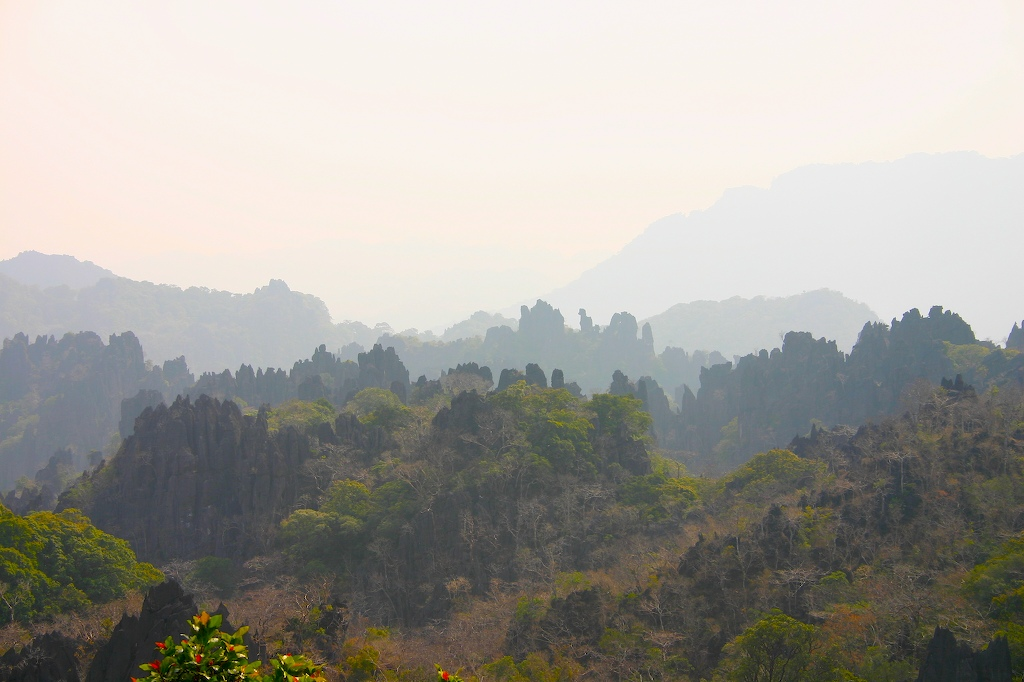
Kiến tạo địa chất Karst
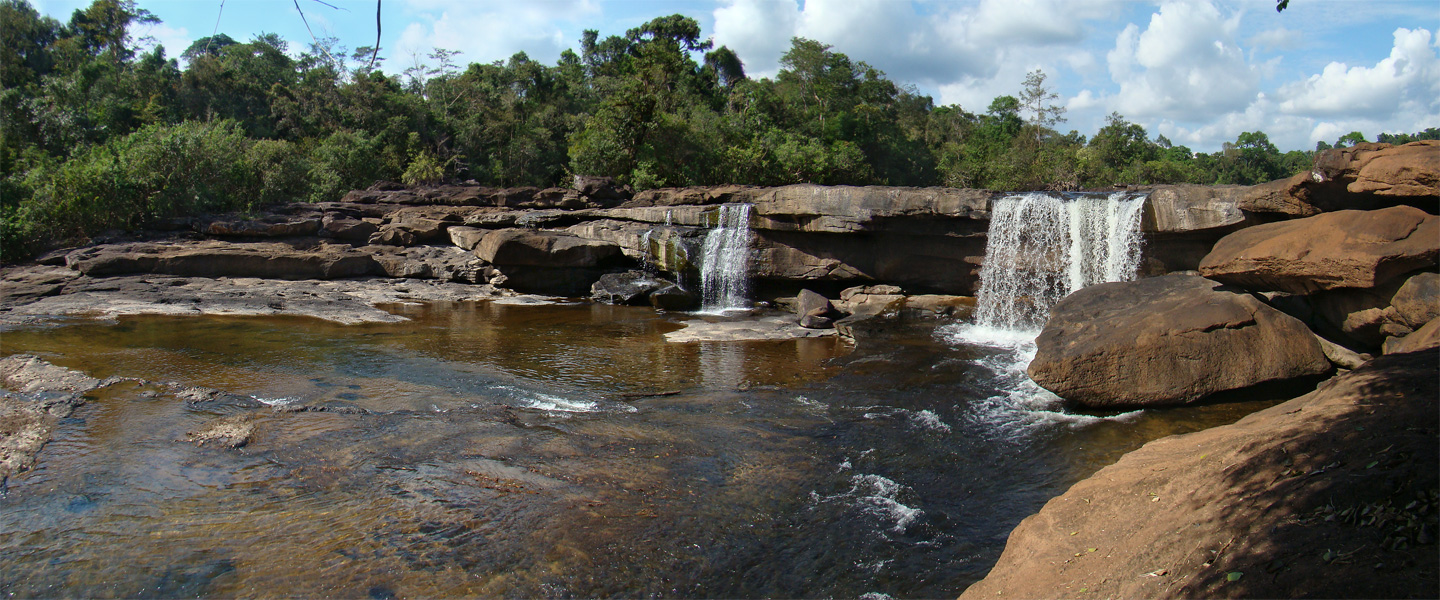
Thác Tad Leuk, Khu bảo tồn quốc gia Phou Khao Khouay
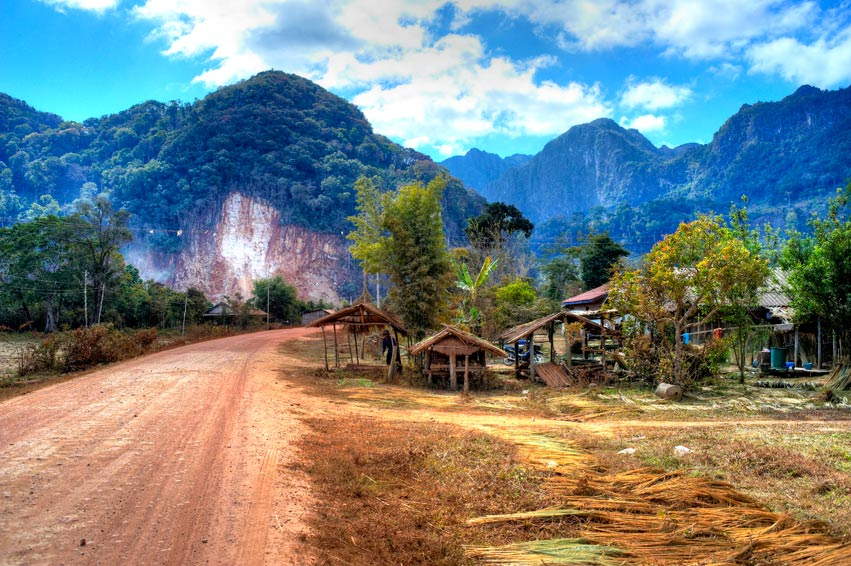
Danh thắng quanh Lak Sao
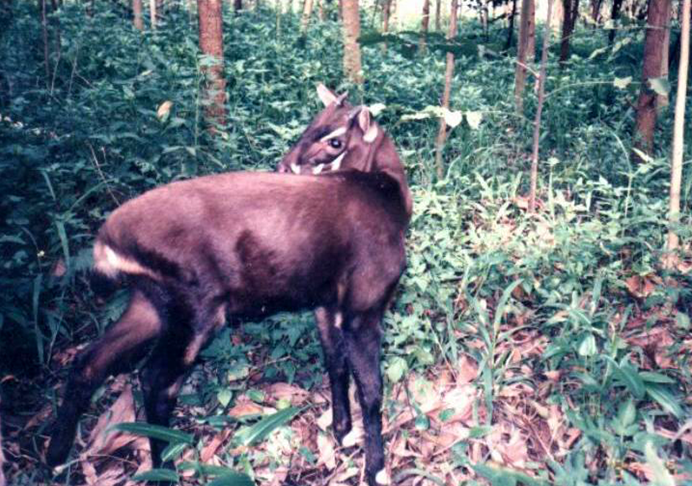
Sao la (Pseudoryx nghetinhensis)

## Các khu bảo tồn
Khu đa dạng sinh thái quốc gia Nakai–Nam Theun, rộng 3.700 km², tại tỉnh Bolikhamsai và Khammouane là khu bảo tồn lớn thứ ba tại Lào. Nó bao gồm các xen kẽ các khu rừng bán nhiệt đới (reported in large areas of Indochina. Các vùng đất ngập nước của Khu bảo tồn quốc gia sông Nam Kading và Khu bảo tồn quốc gia Núi Phou Khao Khouay thu hút một lượng lớn chim dư cư, và còn là nơi cư trú của khoảng 13 loài thú có nguy cơ tuyện chủng toàn cầu như loài gấu đen Asiatic, báo hoa, voi, mang lớn, trâu rừng gaur, gấu mặt trời, hổ và cả vượn đen [vượn cáo] trắng ở phía bắc và phía nam. Sao la (có sừng) hay bò Vii Quang ("Pseudoryx nghetinhensis") đã được phát hiện ở nước láng giềng Việt Nam vào năm 1992 và được nhìn thấy sau đó trong khu bảo tồn này. Năm 1996, Sao la đã được phát hiện sống ở tỉnh Khammouane kế bên.
Theo các nghiên cứu đã thực hiện của WWF Greater Mekong Lao PDR Country Programme để đánh giá mức độ thu hoạch và sản xuất song, mây bền vững, vì nó mang lại thu nhập đáng kể cho toàn bộ khu vực sông Mê Công đến các làng nông thôn, tại hai khu bảo tồn trong tỉnh này; Khu vực rừng bao trùm 349 héc ta thuộc Bản Soupphouan (các xóm Nong Kan và Phu Sangnoy) và 364 héc ta tại bản Phonthong có các loại thực vật sau sinh sống: cardamom, măng rừng của nhiều loại tre nứa, "san" bốn mùa (một cậy họ cọ tại Lào), nấm pak van, kha (galangal), chuối tây (Daemonorops jenkinsiana rattan), phak kout (vegetable fern), chuối tiêu, mây C. viminalis, ya houa và ka don nam.
Thú có vú, bao gồm hổ, gấu mặt trời Malayan, trâu rừng guar, mang lớn voi, báo hoa và gấu đên châu Á. Các loài động vật có vú được bảo vệ trong Khu Bảo tồn Quốc gia Nam Kading là bốn loài quý hiếm đang bị có nguy cơ cao và đe doạ tuyệt chủng: loài vượn đen má trắng có vách phía bắc, vượn trắng má trắng phía nam và hai loài khỉ-lá. Các loài chim được ghi nhận trong tỉnh là những loài chim bulbul như chim bare-faced bulbul (Pycnonotus hualon), chim ưng và chim ưng xanh (Cochoa viridis). Bốn loài chim sừng hornbills cũng được báo cáo là đang sinh sống tại khu vực này.

## Các đơn vị hành chính
Tỉnh được tạo lập từ các đơn vị hành chính cấp ເມືອງ muang hay quận, huyện, (không có cấp thị xã).
| Bản đồ | Mã                | Tên tiếng Việt | Tên tiếng Lào |
| ------ | ----------------- | -------------- | ------------- |
|        |                   |                |               |
| 11–01  | Muang Paksan      | ເມືອງປາກຊັນ      |               |
| 11–02  | Muang Thaphabath  | ເມືອງທ່າພະບາດ    |               |
| 11–03  | Muang Pakkading   | ເມືອງປາກກະດິງ    |               |
| 11–04  | Muang Bolikhan    | ເມືອງບໍລິຄັນ       |               |
| 11–05  | Muang Khamkeuth   | ເມືອງຄຳເກີດ      |               |
| 11–06  | Muang Viengthong  | ເມືອງວຽງທອງ     |               |
| 11–07  | Muang Xaychamphon | ເມືອງໄຊຈໍາພອນ    |               |

## Kinh tế
Dự án thủy điện lớn nhất của Lào, đập Nam Theun 2 (NT2), bắt đầu đi vào hoạt động từ tháng 3 năm 2010. Nó tận dụng dòng nước đổ từ sông Nam Theun, một nhánh đổ ra Sông Mê Công, qua sông Xe Bang Fai, tạo ra nguồn điện có công suất lên đến 1.070 MW, từ độ cao 350 m của đập nước tới các tổ máy phát điện. NT2 là dự án đầu tư nước ngoài lớn nhất của Lào ở thời điểm ký kết năm 2005, dự án điện lực xuyên quốc gia và dự án thủy điện có vốn tư nhân lớn nhất thế giới, và là một trong những dự án điện lực có vốn đầu tư tư nhân lớn nhất trong khu vực Đông Nam Á. Thủy điện này cũng đánh dấu việc đầu tư trở lại của Ngân hàng Thế giới cho một dự án hạ tầng quy mô lớn, sau nhiều thập kỷ gián đoạn. Dự án còn xuất khẩu điện sang Thái lan, vì vậy nó đóng vai trò quan trọng trong thúc đẩy kinh tế của khu vực. Cùng với hai tỉnh Khammouane và Savannakhet. Tỉnh là một trong những vùng trồng thuốc lá chính của Lào, đồng thời là một trong những vùng chủ lực trồng mía cũng như cây ăn trái (cam).

## Các danh thắng
Các chùa Wat Phabath và Wat Phonsanh là các trung tâm tín ngưỡng lớn nhất nằm trên trục đường từ thủ đô Viêng Chăn tới thành phố Pakxan. Chùa Wat Phabath là nơi có “dấu chân lớn” của Phật Buddha và rất nhiều bức tranh tường. Di tích này hướng ra Sông Mê Công. Thị trấn vùng biên Lak Sao có Cửa khẩu quốc tế Nampao dẫn sang Việt Nam.

### Tra cứu
- Brow, James (1976). Population, Land and Structural Change in Sri Lanka and Thailand. Brill Archive. ISBN 978-90-04-04529-3.
- Great Britain. Parliament. House of Commons (1958). Papers by command. HMSO. tr. 98.
- Leo, Leonard. International Religious Freedom (2010): Annual Report to Congress. DIANE Publishing. ISBN 978-1-4379-4439-6.
- Marshall, Paul A. (ngày 28 tháng 12 năm 2007). Religious freedom in the world. Rowman & Littlefield Publishers. ISBN 978-0-7425-6212-7.
- Ray, Nick (ngày 11 tháng 9 năm 2009). Lonely Planet Vietnam Cambodia Laos & the Greater Mekong. Lonely Planet. tr. 321–. ISBN 978-1-74179-174-7.
- Sachs, Carolyn E. (1997). Women Working in the Environment: Resourceful Natures. Taylor & Francis. tr. 18–. ISBN 978-1-56032-629-8.